# Dictionnaire d’histoire et de géographie ecclésiastiques
Der Dictionnaire d’histoire et de géographie ecclésiastiques (DHGE) ist ein vom Verlag Letouzey et Ané in Paris  im Rahmen einer von ihm geplanten Encyclopédie des sciences ecclésiastiques ins Leben gerufenes Nachschlagewerk für das gesamte Gebiet der Kirchengeschichte. Die Stichwortliste umfasst Heilige, kirchliche Amtsträger, theologische, philosophische und historische Schriftsteller und Lehrer, Ordensgemeinschaften, Bistümer, Klöster, Wallfahrtsorte, Länder und Regionen usw. in größtmöglicher Breite und Ausführlichkeit.

## Geschichte
Für die Durchführung des Unternehmens wandte sich der Verlag an den damaligen Rektor des Institut catholique de Paris, den späteren Kardinal Alfred Baudrillart (1859–1942), der sich der Mitarbeit des Schweizer Byzantinisten Albert Vogt (1874–1942) und des Oratorianerpaters Urbain Rouziès (1872–1956) versicherte. Die erste Lieferung erschien 1909, der erste Band war 1912 vollendet. Nachfolger Baudrillarts als Herausgeber waren Albert De Meyer (1930–1956) und Roger Aubert (seit 1960), beide Professoren an der Katholischen Universität Löwen.
2022 ist das Lexikon beim 33. Band (195. Faszikel) und dem Stichwort „Molina y Oviedo (Gaspar de)“ angelangt (Stand: Mai 2022).
Seit 2009 liegt auch eine elektronische Fassung im Rahmen des kostenpflichtigen Angebots brepolis.net durch den Verlag Brepols vor.